# Chionogenes
Chionogenes là một chi bướm đêm thuộc họ Yponomeutidae.

## Các loài
- Chionogenes drosochlora - Meyrick, 1907
- Chionogenes isanema - Meyrick, 1907
- Chionogenes trimetra - Meyrick, 1913